# Die schönste Frau der Staaten
Die schönste Frau der Staaten (Originaltitel: The American Venus) ist eine US-amerikanische Stummfilmkomödie aus dem Jahr 1926 von Frank Tuttle mit Esther Ralston in der Hauptrolle. Der Film wurde von Famous Players-Lasky produziert.

## Handlung
Mary Gray, deren Vater eine Pflegecreme herstellt, ist mit dem schnulzigen Horace Niles verlobt, dem Sohn von Hugo Niles, dem stärksten Rivalen ihres Vaters im Kosmetikgeschäft. Chip Armstrong, ein erfolgreicher Werbemanager, kündigt bei Hugo Niles und beginnt für Gray zu arbeiten. Er überredet Mary, an der Wahl zur Miss America in Atlantic City teilzunehmen, mit der Absicht, sie im Falle eines Sieges als Werbeträgerin für die Creme ihres Vaters einzusetzen.

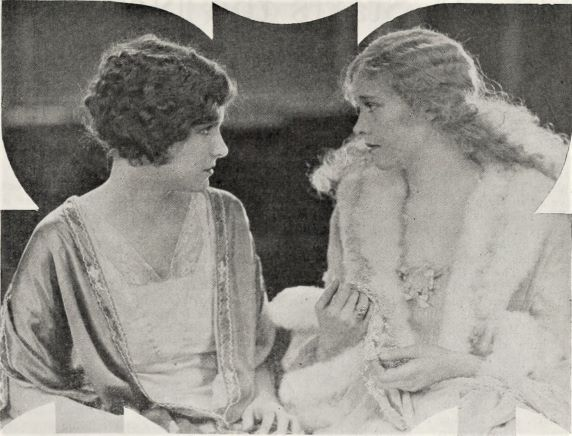
Szene mit Fay Lanphier (l.) und Esther Ralston

Mary löst ihre Verlobung mit Horace auf. Als es so aussieht, als würde sie den Wettbewerb gewinnen, lockt Hugo sie unter dem Vorwand, ihr Vater sei krank, nach Hause und sie verpasst den Wettbewerb. Chip und Mary kehren nach Atlantic City zurück und erfahren, dass die neue Miss America der Welt erzählt hat, sie verdanke ihren Erfolg Grays Pflegecreme. Daraufhin beschließen Chip und Mary zu heiraten.

## Hintergrund
Ab dem 29. April 1915 hielt Paramount Pictures eine viertägige Tagung in Los Angeles ab, auf der Führungskräfte die „Golden Forty“-Neuerscheinungen des Unternehmens vorstellten, die zwischen dem 1. August 1925 und dem 1. Februar 1926 in die Kinos kommen sollten. Darunter war The American Venus von Produzent und Regisseur Allan Dwan. Die Presse schrieb im Mai 1925 die Originalgeschichte Lillian Lauferty zu und kündigte die norwegische Schauspielerin Greta Nissen für die Hauptrolle an. Paramount plante, Schönheitswettbewerbe in verschiedenen Regionen der USA abzuhalten, um zusätzliche Besetzungsmitglieder zu finden.
Am 18. Juli 1925 wurde berichtet, dass Paramount eine Cross-Promotion des Films mit dem bevorstehenden Miss-America-Wettbewerb in Atlantic City vereinbart hatte. Das Unternehmen plante, die Kandidatinnen vorzuführen und die Titelrolle des Films zusammen mit einer Trophäe an die Frau zu vergeben, die „die amerikanische Venus“ am besten verkörperte.
Am 15. August 1925 wurde bekannt gegeben, dass Frank Tuttle mit der Regie beauftragt worden war. Am 29. August 1925 wurde berichtet, dass die Dreharbeiten fünf Tage zuvor in den Paramount Studios in Astoria (Queens) begonnen hatten, die heute als Kaufman Astoria Studios bekannt sind. Im selben Monat waren Dreharbeiten beim Miss America-Wettbewerb in Atlantic City geplant. Am 18. September 1925 wurde Fay Lanphier als Gewinnerin der Talentsuche von Paramount bekannt gegeben. Am folgenden Tag wurde sie zur Miss America gekrönt. Lanphiers Maße sollen denen der antiken Skulptur, die als Venus von Milo bekannt ist, sehr ähnlich sein. Die Jury von Paramount bestand aus Frank Tuttle, dem künstlerischen Leiter Lawrence Hitt und Armand T. Nichols, dem Generaldirektor des Wettbewerbs. Produzent Jesse L. Lasky bemerkte, dass die langhaarige, dralle Lanphier einen Trend zu traditionellen Standards weiblicher Schönheit zeige, anstatt der „jungenhaften Figur“ und dem Bubikopf der aktuellen Frauen. Die Zweitplatzierte Adrienne Dore aus Los Angeles erhielt kostenlose Studiengänge an der Paramount School of Acting. Ebenfalls als Darsteller engagiert wurden Ziegfeld Follies-Tänzerin Louise Brooks in ihrer ersten Hauptrolle und Olive Ann Alcorn, die im August 1925 als „die Frau mit der perfektesten Figur“ beschrieben wurde. Lasky beabsichtigte, weitere Schönheitswettbewerbe in Städten zu finanzieren. Die Gewinner sollten eine Nachbildung von Lanphiers Trophäe erhalten und zur amerikanischen Venus ihrer jeweiligen Stadt gekrönt werden.
In der dritten Novemberwoche 1925 wurde die Produktion abgeschlossen. Es wurde berichtet, dass die letzten Szenen „an einem Schwimmloch“ außerhalb von Ocala in Florida gedreht wurden. Als weiterer Drehort wurde Greenwich (Connecticut) genannt.
In der Boulevardpresse wurde im Januar 1926 die Meldung verbreitet, dass die Wahl von Fay Lanphier zur Miss America bereits vorherbestimmt war.
In ihrem 2003 erschienenen Buch Hollywood and the Rise of Physical Culture erklärte die Autorin Heather Addison, dass die Filmindustriestandards, die von Hauptdarstellerinnen eine schlanke Figur verlangten, die kurvenreiche Lanphier von einer Fortsetzung ihrer Filmkarriere ausschlossen. Lanphier hatte 1928 nur noch einen weiteren Filmauftritt.
2018 veröffentlichte das British Film Institute ein kurzes Video mit Technicolor-Fragmenten aus verschiedenen Produktionen der 1920er Jahre, die alle im britischen Nationalarchiv entdeckt worden waren. Darin enthalten war ein dreisekündiger Clip von Louise Brooks aus The American Venus, der bislang einzigen noch existierenden Farbaufnahme der Schauspielerin.
Lawrence Hitt und Jo Mielziner oblag die künstlerische Leitung. Elmer Russell Ball arbeitete als Standfotograf.
Neben der oben erwähnten Farbsequenz existieren nur noch Kinotrailer, daher gilt der Film als verschollen.

## Veröffentlichung
Die Premiere des Films fand am 11. Januar 1926 in Atlantic City statt. Deutschen Reich kam er im September 1926 in die Kinos.

## Kritiken
Die Louise Brooks Society stellte eine Sammlung von zeitgenössischen Kritiken zusammen, die gemischt ausfiel. So konstatierte Carl Sandburg in der Chicago Daily News, dass die magischen Kameratricks, die ein wahnsinniges Aufgebot an Garderobe in Szene setzen, zeige, zu was die Filmtechnik in der Lage sei. Robert E. Sherwood schrieb im Magazin Time, der Film sei für die Filmkunst das, was die Boulevardpresse für den Journalismus sei. Dabei sei der Film keineswegs unmoralisch. Er sei im Gegenteil feurig kunstvoll.
Demgegenüber beschrieb der Kritiker des Boston Evening Transcript den Film als vollkommenen Reklamerummel, ein Anpreisen unmissverständlicher Art, den Lesern der täglichen Boulevardpresse gewidmet und mit Dollarzeichen geschmückt. Für Quinn Martin war der Film ein glitzerndes Stück Schund. In der New York World schrieb er, der Film präsentiere einen rohen und mühsamen Wunsch, spärlich bekleidete Frauen abzubilden, ohne jede vernünftige oder spürbare Tendenz, eine einigermaßen lebendige oder plausible Geschichte zu erzählen.

## Auszeichnungen
Der Film wurde 1926 mit dem Photoplay Award als bester Film des Monats März ausgezeichnet.